# Johan Verstrepen
Johan Verstrepen (* 21. Oktober 1967 in Herentals) ist ein belgischer Radrennfahrer.
Johan Verstrepen gewann 1989 eine Etappe beim Circuit Franco-Belge. Daraufhin fing er bei dem Radsport-Team Histor-Sigma an. 1992 wechselte er für ein Jahr zu GB-MG Maglificio, in dem er den GP Briek Schotte für sich entschied. Nach zwei Jahren bei Collstrop ging er 1995 für weitere vier Jahre zu Vlaanderen 2002-Eddy Merckx. 1999 wechselte er dann zu Lampre-Daikin, wo er direkt eine Etappe des Étoile de Bessèges gewann. Im selben Jahr nahm er zum ersten Mal an der Tour de France teil, die er aber nicht beendete. Seit 2003 fährt Verstrepen für das belgische Professional Continental Team Landbouwkrediet-Colnago. Ende der Saison 2006 beendete er seine lange Karriere.

## Palmarès
1989
- eine Etappe Circuit Franco-Belge

1992
- GP Briek Schotte

1999
- eine Etappe Étoile de Bessèges

## Teams
- 1990–1991 Histor-Sigma
- 1992 GB-MG Maglificio
- 1993 Collstrop-Assur Carpets
- 1994 Collstrop-Willy Naessens
- 1995–1998 Vlaanderen 2002-Eddy Merckx
- 1999–2002 Lampre-Daikin
- 2003–2006 Landbouwkrediet-Colnago